# 甘必大站
甘必大站（法語：Gambetta）是巴黎地鐵的一個車站，是巴黎地鐵3號線和巴黎地鐵3號線支線的交匯車站，也是巴黎地鐵3號線支線的南側終點車站。甘必大站開業於1905年1月25日。甘必大站的站名來自於甘必大大街。

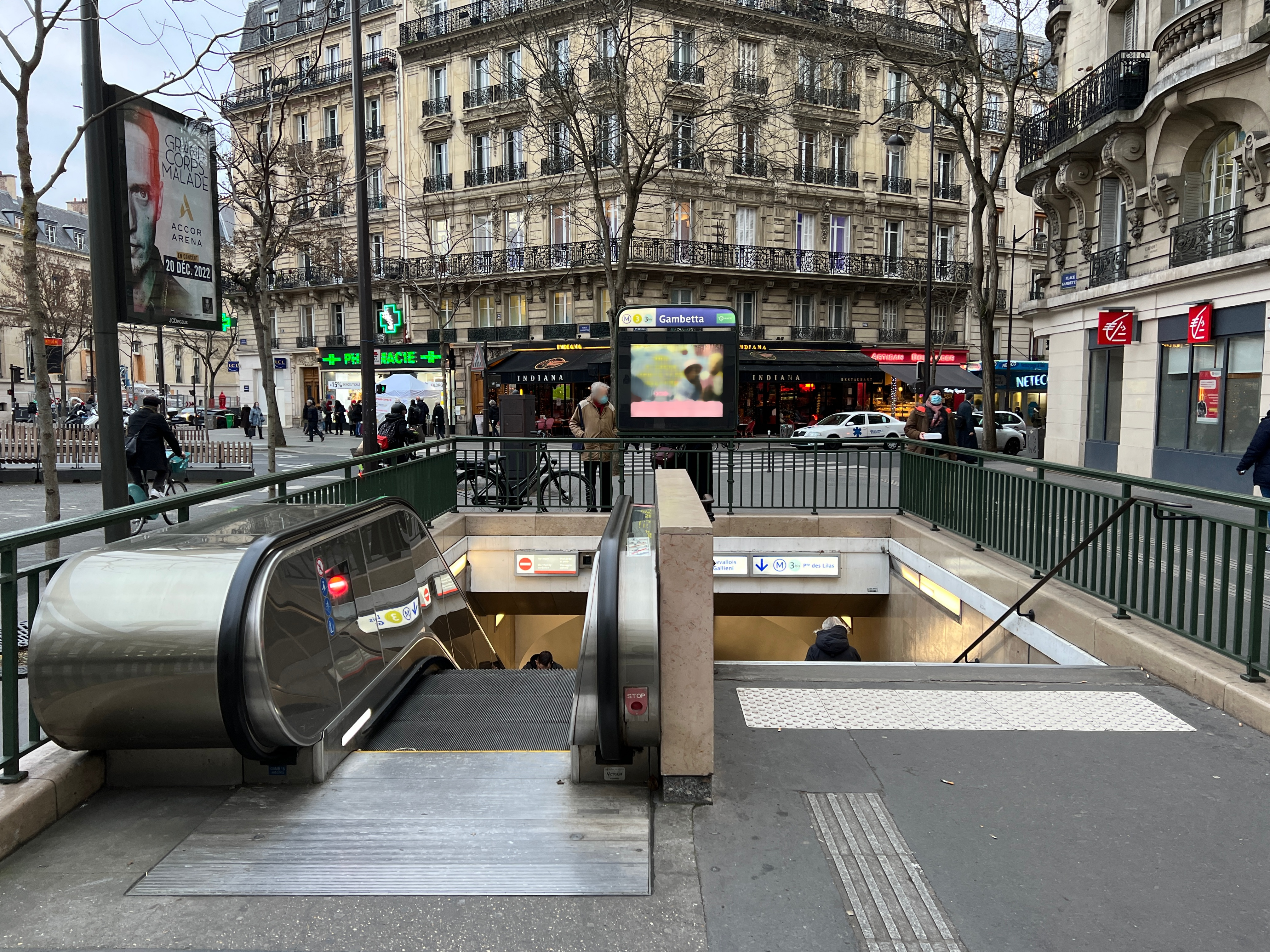
甘必大廣場上的入口 (2021年12月)

## 車站構造

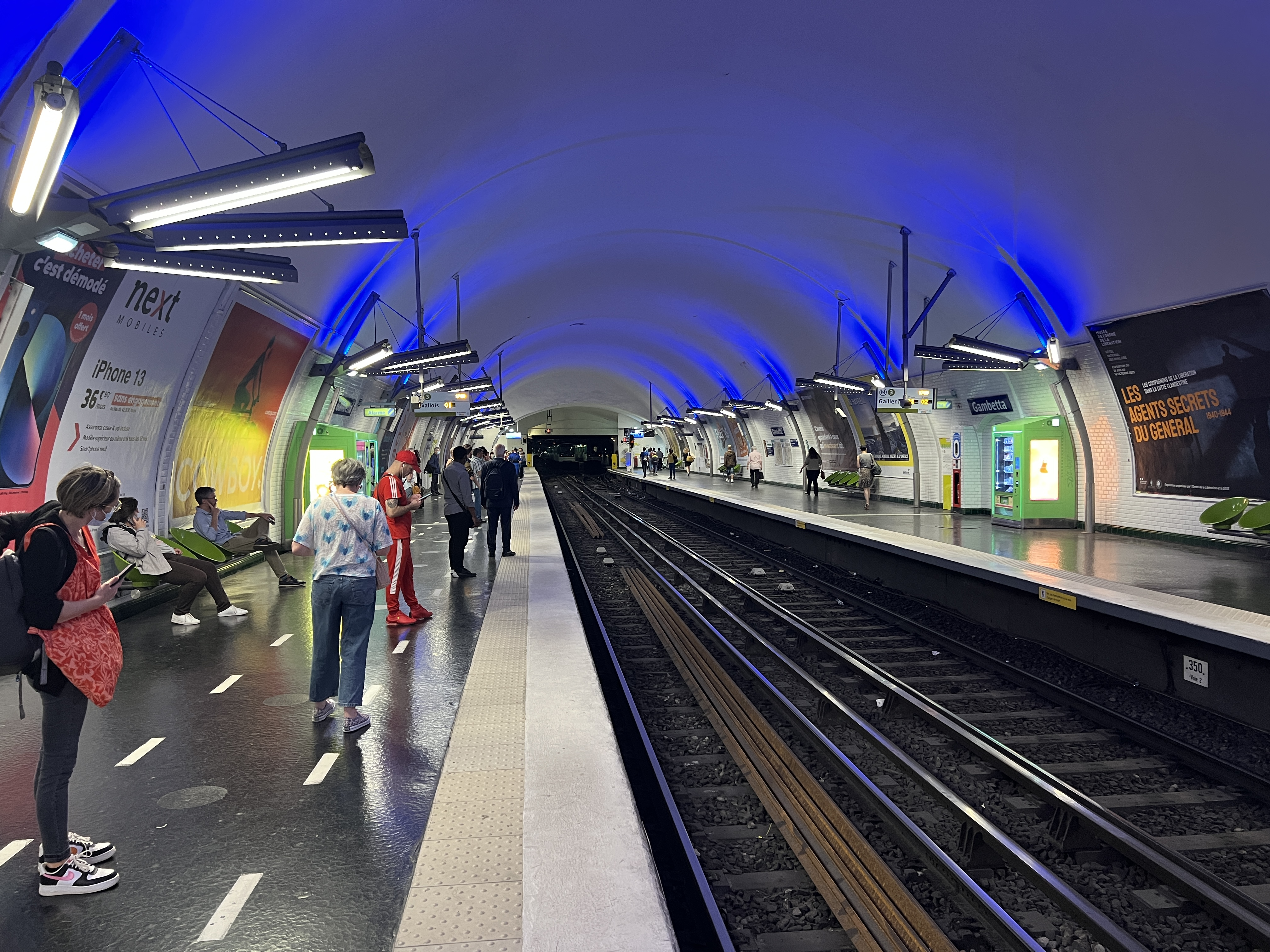
3號線月台 (2022年6月)

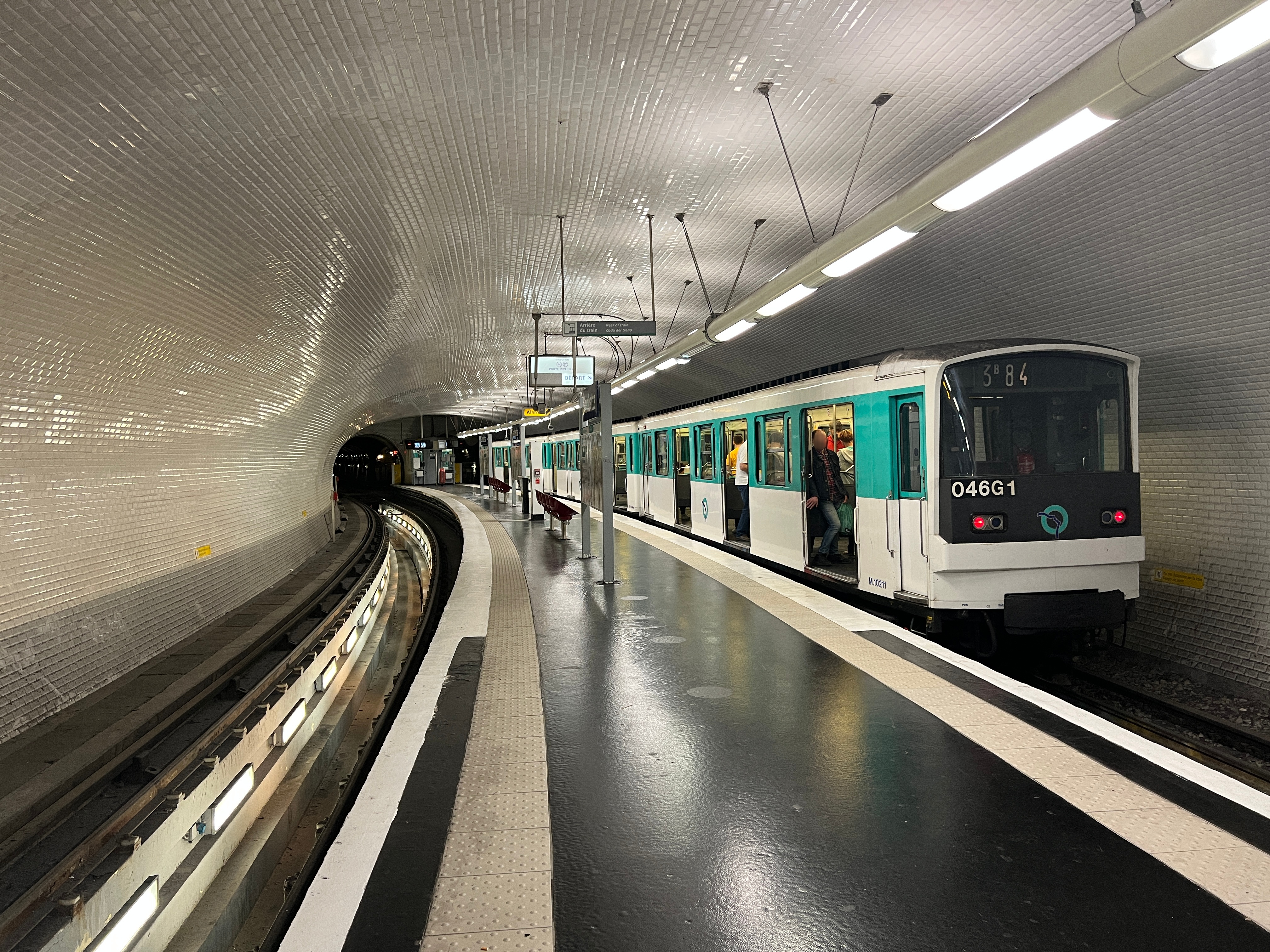
3號支線月台 (2022年6月)

| 街道層        |                       |                                 |
| B1            | 夾層                  |                                 |
| 3號線月台     | 側式月台，右側開門    | 側式月台，右側開門              |
| 3號線月台     | 西行                  | 往勒瓦卢瓦桥-贝孔（拉雪茲神父） |
| 3號線月台     | 東行                  | 往加列尼（巴尼奥莱门）          |
| 3號線月台     | 側式月台，右側開門    |                                 |
| 3號線支線車站 | 北行                  | 往莱利拉门（佩尔波尔）          |
| 3號線支線車站 | 島式月台，左/右側開門 |                                 |
| 3號線支線車站 | 北行                  | 往丁香門（貝勒波爾）            |